# Вальсторф (Шлезвіг-Гольштейн)
Вальсторф (нім. Wahlstorf) — громада в Німеччині, розташована в землі Шлезвіг-Гольштейн. Входить до складу району Плен. Складова частина об'єднання громад Прец-Ланд.
Площа — 14,83 км2. Населення становить 460 ос. (станом на 31 грудня 2020).